# Albergaria dos Doze
Albergaria dos Doze is een plaats (freguesia) in de Portugese gemeente Pombal en telt 1 745 inwoners (2001).